# محمود پاشا عدنی
محمود پاشا عَدنی که محمود پاشا آنجلوویچ هم نامیده شده (به صربی: Махмуд-паша Анђеловић؛ به ترکی عثمانی: ولی محمود پاشا؛ ۱۴۲۰ – ۱۴۷۴) سیاست‌مدار و فرماندهٔ نظامی عثمانی و وزیر اعظم امپراتوری عثمانی در دو دورهٔ ۱۴۵۶ تا ۱۴۶۶ و ۱۴۷۲ تا ۱۴۷۴ بود. او همچنین به فارسی و ترکی عثمانی با تخلّص «عدنی» (به معنای «مانند بهشت») شعر می‌سرود.
محمود پاشا، صدراعظم عثمانی در قرن نهم هجری، اصالتاً اهل صربستان یا یونان بود که پس از اسارت در صربستان مسلمان شد و به دربار محمد فاتح راه یافت. او در ۸۵۹ قمری به صدارت رسید و جزیرهٔ میدیلّی را فتح کرد. پس از برکناری و فرماندهی ناوگان عثمانی، در ۸۷۷ قمری دوباره صدراعظم شد و با شکست آق‌قویونلوها جایگاهش را بازیافت، اما پس از اوتلق‌بِلی به دلیل نارضایتی سلطان از راهکارهایش، تبعید شد و در یدی‌کوله درگذشت.
محمود پاشا در مناطق مختلف عثمانی و حتی مکه و مدینه بناهای مذهبی، آموزشی و خیریه متعددی ساخت. او با تخلّص «عدنی» به فارسی و ترکی شعر می‌سرود و از حافظ و ظهیر فاریابی پیروی می‌کرد. شماری از آثار مهم آن دوره به او تقدیم یا نامش در دیباچهٔ آن‌ها ذکر شده است. او دیوانی شامل ۴۵ غزل و ۲۱ مفرد به فارسی، و نیز چند نظیره بر غزل‌های ظهیرالدین فاریابی و حافظ سرود و شماری نامهٔ رسمی به فارسی نوشت.

## خاستگاه و سال‌های نخست زندگی
محمود پاشا در امارت صربستان زاده شد و از نوادگان خاندان بیزانسی آنجلس بود که در ۱۳۹۴ میلادی پس از فتح تسالی به‌دست امپراتوری عثمانی، از آن‌جا کوچ کردند. او در کودکی به‌وسیلهٔ نظام دوشیرمه به خدمت عثمانیان درآمد و در ادرنه به‌عنوان یک مسلمان پرورش یافت. دربارهٔ تبار مادرش اختلاف نظر وجود دارد؛ برخی او را صرب و برخی یونانی دانسته‌اند.
چالکوکوندیلس گزارش داده که محمود پاشا همراه مادرش در مسیر نووو بردو به اسمدروو به‌دست سواران عثمانی اسیر و به دربار عثمانی برده شد که احتمال می‌رود در ۱۴۲۷ میلادی رخ داده باشد. پس از پذیرش اسلام، نام «محمود» را گرفت.

## زندگی
محمود پاشا پس از درخشش در محاصره بلگراد (۱۴۵۶)، به وزارت اعظم منصوب شد. او در ۱۴۶۱ همراه محمد دوم در لشکرکشی به امپراتوری ترابوزان حضور یافت و تسلیم شهر طرابزون را با جورج امیروتسس مذاکره کرد. در ۱۴۶۳ فرماندهی فتح بوسنی به‌دست عثمانی را بر عهده داشت و استفان توماشوویچ، پادشاه بوسنی را اسیر کرد. او در ۱۴۶۷ نیز در جنگ با اسکندربیگ در آلبانی شرکت داشت.
در ۱۴۶۸ برکنار شد، اما در ۱۴۷۲ دوباره به وزارت اعظم بازگشت. روابطش با سلطان تیره شد و در ۱۴۷۴ به‌دلیل سوءظن به دست داشتن در مرگ شاهزاده مصطفی اعدام شد.

## خانواده
او با سلجوق خاتون، دختر زاگان پاشا، ازدواج کرد و صاحب پسری به نام علی بیگ و دختری به نام خدیجه خاتون شد.